# Maria Tsirba
María Tsírba (griechisch Μαρία Τσίρμπα, * 28. Juli 1979) ist eine griechische Mittel- und Langstreckenläuferin.
2000 und 2002 wurde sie nationale Meisterin über 1500 m im Freien, 2002 in der Halle.
Bei den Leichtathletik-Europameisterschaften 2002 in München schied sie über 1500 m im Vorlauf aus. Im Jahr darauf lief sie bei den Leichtathletik-Hallenweltmeisterschaften in Birmingham über 3000 m auf dem achten Rang ein, wurde er bei der anschließenden Dopingkontrolle positiv auf Ephedrin getestet und disqualifiziert. Obendrein wurde in einer kurz zuvor im Training abgenommenen Probe Erythropoetin (EPO) aufgespürt. Wegen dieser Verstöße gegen die Dopingbestimmungen wurde sie für zwei Jahre gesperrt.

## Persönliche Bestzeiten
- 1500 m: 4:08,44 min, 9. Juni 2002, Bukarest		Bucuresti
  - Halle: 4:14,76 min, 4. März 2003, Peania
- 3000 m (Halle): 9:01,47 min, 15. Februar 2003, Leipzig